# Amphiprion mccullochi
Espèce
Amphiprion mccullochi, communément appelé Clown de McCulloch, est une espèce de poissons osseux marins de la famille des pomacentridés.

## Répartition
Amphiprion mccullochi est endémique des côtes de l'île Lord Howe en Australie. Il se rencontre à une profondeur comprise entre 2 et 45 m.

## Description
La taille maximale connue pour Amphiprion mccullochi est de 120 mm.

## Étymologie
Son nom spécifique, mccullochi, lui a été donné en l'honneur d'Allan Riverstone McCulloch (1885-1925), zoologiste australien.

## Publication originale
- (en) Whitley, 1929 : Some fishes of the order Amphiprioniformes. Memoirs of the Queensland Museum, vol. 9, p. 207-246[3], consulté le 16 septembre 2018/ref> (texte intégral).